# Ядрищенский, Анисим Михайлович
Ани́сим Миха́йлович Ядри́щенский (16 сентября 1916 года, село Бурулятуй, ныне Оловяннинский район Забайкальского края — 10 апреля 1989 года, там же) — советский работник сельского хозяйства; бригадир тракторной бригады Оловяннинской МТС Читинской области.
За получение высоких урожаев пшеницы указом Президиума Верховного Совета СССР от 9 марта 1948 года присвоено звание Героя Социалистического Труда с вручением ордена Ленина и золотой медали «Серп и Молот».